# Karl Lange (Stifter)

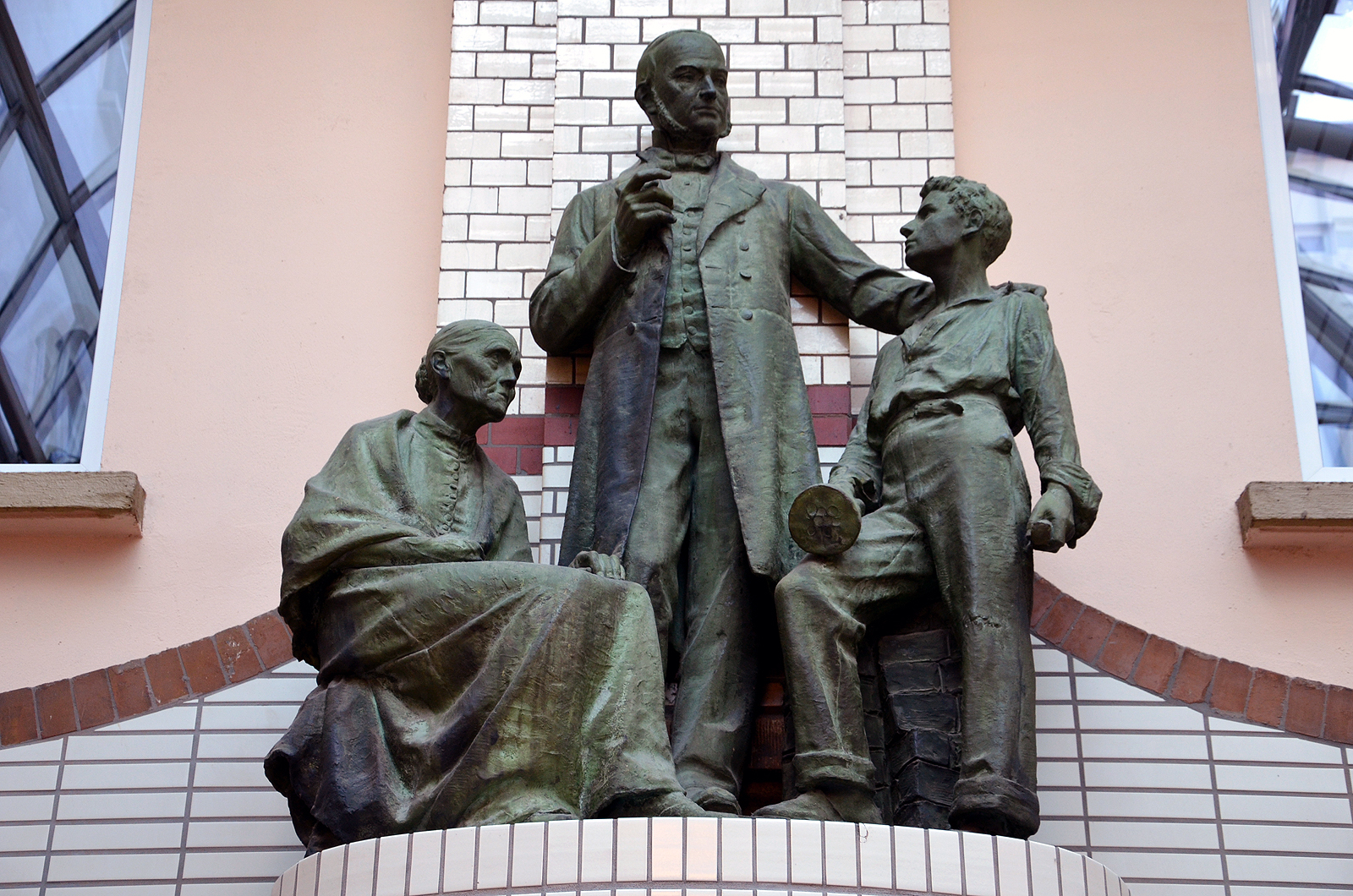
Karl Lange und seine Schützlinge; lebensgroße Skulpturengruppe von Karl Gundelach im Hof der Theaterstraße 14, heute Teil der Galerie Luise

Karl Lange (* etwa im März 1811 in Brüggen (Leine); † 11. Januar 1867 in Hannover) war ein deutscher Lehrer, Hof-Steinmetz, Maurermeister und Bauunternehmer. Während der noch jungen Industrialisierung im Königreich Hannover begründete der Mäzen im 19. Jahrhundert die noch heute bestehende Langesche Stiftung zur „Unterstützung hilfsbedürftiger Witwen und Waisen des Bauhandwerks“.

## Leben

### Familie
Karl Lange wurde als Sohn eines Maurer- und Steinhauermeisters in Brüggen bei Hildesheim geboren und wurde später durch Heirat der Schwager des hannoverschen Architekten, Senators und Bauunternehmers Ferdinand Wallbrecht.

### Werdegang
Nach einer Beschäftigung als Lehrer an der Baugewerksschule Holzminden erwarb Karl Lange am 21. Mai 1845 das Bürgerrecht der Residenzstadt Hannover. Hier betrieb Lange ein eigenes Baugeschäft, in dem sein jüngerer Schwager Ferdinand Wallbrecht eine Lehre als Maurer absolvierte und – nach dem Tode Karl Langes – Alleininhaber des Baugeschäftes wurde.
In seinem Testament vom 2. Januar 1865 verfügte Karl Lange die Stiftung von 40000 Thalern sowie ein Haus „mit Zubehör“ an der Theaterstraße 14 „zu freiem unbeschränkten Eigentum“ der dann nach ihm benannten Langeschen Stiftung.
Die Grabstätte von Karl Lange findet sich auf dem Stadtfriedhof Engesohde.
Die noch heute bestehende Langesche Stiftung ließ den Architekten Albrecht Haupt 1900 bis 1901 für die Theaterstraße 14 einen Neubau errichten. In dem später überdachten Innenhof als Teil der Galerie Luise ist an einer Wand eine lebensgroße Skulpturengruppe des Stiftungsgründers „und seiner Schützlinge“ dargestellt nach einem Entwurf des Bildhauers Karl Gundelach.